# Fuerte Baquedano
El Fuerte Baquedano ahora conocido como el Campo Militar Pozo Almonte, es una gran base militar del Ejército de Chile ubicada en pleno Desierto de Atacama, a 15 kilómetros al norte de Pozo Almonte y a 16 Kilómetros al sur de Huara. Es considerada la mayor instalación de defensa de Chile y la más poderosa debido a la gran cantidad de medios acorazados que posee. Su emplazamiento coincide con él, la antigua oficina salitrera Peña Grande, de la que se conservan el casino y la casa principal. El lugar es conspicuo por ser una mancha de vegetación en medio del paisaje desértico, pues las instalaciones están rodeadas por árboles y arbustos desusadamente grandes para dicho hábitat extremo: algarrobos, mioporos, Tamarugos, aromos, espinos, pináceas, pimientos, palmeras y laureles de flor.
Es el cuartel de la Segunda Brigada Acorazada "Cazadores", creada el 16 de diciembre de 2007 sobre la base del Regimiento Reforzado n.º 2 "Cazadores". Además se encuentra en este Fuerte Militar la Compañía de Comandos N.º 6 "Iquique", el Centro de Mantenimiento Industrial FAMAE "Pozo Almonte" y el Batallón de Telecomunicaciones N.º 6 "Tarapaca".
La 2.ª Brigada Acorazada está compuesta por:
- Batallón de Infantería Mecanizado N.º 5 "Carampangue",
- Grupo  Blindado N.º 7 "Guías",
- Compañía de Ingenieros Mecanizada N.º 7 "Aconcagua",
- Grupo de Artillería N.º 9 "Salvo",
- Compañía Logística Independiente.
- Compañía de Telecomunicaciones N.º 11 "Huara"
- Jefatura Administrativa y Logística
- Oficina de Bienestar "Pozo Almonte"

Entre los vehículos acorazados presentes en el Fuerte destacan el tanque Leopard 2A4, Leopard 1V, Schützenpanzer Marder 1A3, M-109 y variadas versiones de M113 y otros carros mecanizados y motorizados.
El lugar cuenta con dos villas residenciales,  Villa Militar El Bosque para Oficiales y la Villa Militar Baquedano para Suboficiales en la cual se encuentra ubicada la Oficina de Bienestar "Pozo Almonte" la cual brinda bienestar y esta encarda de la administración de ambas villas también tiene a cargo la Sala Cuna y Jardín Infantil "El Pampinito", conformada por un centenar de viviendas fiscales; una Oficina Bancaria del BancoEstado; una escuela de educación básica y el Museo Histórico Carampangue, de antigüedades y objetos militares.